# ساريدون
بروبيفينازون / باراسيتامول / كافيين (الاسم التجاري ساريدون )هو عبارة عن تركيبة مسكنة تستخدم لعلاج الصداع. يحتوي على مسكنات الآلام بروبيفينازون وباراسيتامول والكافيين المنبه . 
تم إطلاق ساريدون لأول مرة بواسطة Roche في عام 1933 ، كان يحتوي في البداية على بيريثيلديون وفيناسيتين ، وهما علاجان مستخدمان على نطاق واسع للحمى والألم. غالبًا كان يحتوي على الأسبرين والفيناسيتين والكافيين ، ولكن أعيدت صياغته في عام 1981 ، ليحل الباراسيتامول محل المكون الأصلي فيناسيتين ، قبل أن يتم حظر الفيناسيتين من قبل إدارة الغذاء والدواء الأمريكية في عام 1983. وكان متاحًا في أكثر من 80 دولة في جميع أنحاء أوروبا وأمريكا اللاتينية وآسيا و أفريقيا ، ولكن تم إيقافه في العديد منها .

## الاستخدامات الطبية
يستخدم هذا المزيج لتسكين الآلام مثل الصداع ، وآلام الأسنان ، وآلام الدورة الشهرية ، والألم والحمى المصاحبة لنزلات البرد والإنفلونزا ، [2] ولآلام ما بعد الجراحة وآلام الروماتيزم.

### الفعالية العلاجية
باراسيتامول، مادة مسكنة وخافضة للحرارة، يتأخر مفعولها العلاجي قليلًا لكنه يستمر فترةً طويلة، ويفتقر إلى الخصائص المضادة للالتهابات.
ثبت أن بروبيفينازون، وهو دواء لا ستيرويدي مضاد للالتهابات، له مفعول علاجي أسرع لكنه لا يدوم طويلًا. يؤدي الجمع بين المادتين إلى تحسين جودة الدواء وتسريع وإطالة المفعول العلاجي لبروبيفينازون، إذ يزداد أقصى تركيز للدواء في الجسم بنسبة 40٪، ويطول بقاء الدواء في الجسم إلى نحو 77 دقيقة.
الكافيين، دواء ذو تأثير محفز يمنع النعاس ويجدد الانتباه. يعزز الفاعلية المسكنة لباراسيتامول، ذو تأثير تآزري مع أن دراسة ذكرت أن الجرعة المطلوبة للحصول على هذا التأثير تبلغ 100 مجم، أي ضعف الكمية الموجودة في ساريدون.

## الآثار الجانبية
الآثار الجانبية غير شائعة وتشمل: طفح جلدي، حكة، وذمة وعائية، مشكلات في التنفس مثل ضيق التنفس والربو والحساسية المفرطة (تفاعلات الحساسية الخطيرة).وكذلك قلة عدد خلايا الدم كقلة الصفيحات الدموية، قلة كريات الدم البيض، ندرة خلايا الدم البيضاء المحببة، قلة في جميع خلايا الدم.
قد تحدث آثار جانبية خطيرة: بناءً على تقرير لاريب، وهو مركز هولندي للتوعية الدوائية، لوحظ أنه قد أبلِغ عن عشرين رد فعل سلبي عن ساريدون دون ذكر حالات قاتلة إلى شبه قاتلة. ولخص التقرير أنه لا توجد معلومات متاحة عن حدوث تفاعلات الحساسية تجاه بروبيفينازون، وأن ملخص خصائص المنتج يشير إلى حدوث أقل من 0.01٪ من الآثار الجانبية، في حين يشير تقرير لاريب إلى حدوث أكثر من تلك النسبة بكثير.

## التفاعلات
ترتبط التفاعلات المعروفة غالبًا بمكون الباراسيتامول. إذ تؤدي الباربيتورات وفينيتوين وكاربامازيبين وريفامبيسين إلى زيادة المخلفات الأيضية السامة للباراسيتامول في الكبد. وكذلك تزداد سمية الكبد الناتجة من الكحول بوجود الباراسيتامول. قد يؤدي الجمع بين زيدوفودين وباراسيتامول إلى زيادة الإصابة بقلة العدلات، قلة عدد نوع معين من كريات الدم البيض المسؤولة عن المناعة. وقد يطول التخلص من كلورامفينيكول بمعدل خمسة أضعاف بوجود الباراسيتامول. 

## موانع الاستعمال
فرط الحساسية لفينازون، بروبيفينازون، أمينوبيرين، ميتاميزول، فنيلبيوتازون، باراسيتامول، حمض أسيتيل الساليسيليك، أو الكافيين. نقص نخاع العظام، فقر الدم الناتج عن عوز سداسي فوسفات الجلوكوز، البرفيرية الكبدية الحادة، إدمان الكحول، القرحة المعدية المعوية أو النزيف، الحمل والرضاعة، الرضع والأطفال بعمر 6 - 12 عامًا.

## فرض القيود
وفقًا لمنظمة الصحة العالمية، بروبيفينازون، هو مشتق من البايرازولون له خواص مضادة للالتهابات ومسكنة للآلام وخافضة للحرارة. قُدِم سنة 1951 لعلاج الاضطرابات الروماتيزمية. يشبه تركيبه الأمينوبيرين المرتبط باعتلال الدم الشديد، لكنه لا يتحول إلى نيتروزامين ذو الفعالية المسرطنة، لذلك استُخدم على نطاق واسع بديلًا للأمينوفينازون. منعت بعض البلدان المنتجات المحتوية على بروبيفينازون، في حين ما زالت متاحة في بلدان أخرى، بل تُصرف دون وصفة طبية كما في:
- سريلانكا.[9]
- ماليزيا.[9]
- تايلاند.[9]

- تركيا (مُنع عام 1986).

## الهند
أتاحت شركة بيرامال إنتربرايس المحدودة, ساريدون وشاع استخدامه للتخلص من الصداع، وكان ساريدون متوفرًا بسعر 29.00 روبية -نوفمبر 2016- لكل شريط يحتوي على 10 أقراص. تتكون تركيبته من 150 مجم بروبيفينازون و250 مجم باراسيتامول و50 مجم كافيين.
في سبتمبر 2018، حظرت وزارة الصحة استعمال ساريدون، لاحقًا، ألغت المحكمة العليا في الهند قرار المركز وسمحت ببيعه مرة أخرى.
دارت هو دواء شائع ومتاح بتركيبة مشابهة لتركيبة ساريدون.

## الفلبين
يتوفر ساريدون في الفلبين ويباع بسعر التجزئة المقترح PhP 4.35 لكل قرص. أُتيح بدايةً في منطقة فيساياس مينداناو فقط، ثم طُرِح في لوزون سنة 2011 بهدف تكرار النجاح الذي حققه فيساياس ومينداناو ليصبح هذه المرة على نطاق وطني.
ساريدون هو مسكن الآلام الوحيد في البلاد الذي يحتوي على ثلاثة مكونات نشطة، وهو الوحيد الذي يُدرج الكافيين أحد مكوناته.

## سنغافورة
لم يعد ساريدون موجودًا في سوق سنغافورة. في نسخة قديمة من DIMS، سُجل أنه يحتوي على بروبيفينازون 150 مجم، إيثوكسي بنزاميد 250 مجم، بيريثيديون 50 مجم، كافيين 50 مجم.
1. ↑  Voelker, Michael & Petersen, Birte. (2009). “Saridon Summary of Clinical Overview”. 1-3.
2. ↑  Austria-Codex (بالألمانية). Vienna: Österreichischer Apothekerverlag. 1998.
3. ↑  McKay GA، Walters MR (2013). "Non-Opioid Analgesics". Lecture Notes Clinical Pharmacology and Therapeutics (ط. 9th). Hoboken: Wiley. ISBN:9781118344897.
4. ↑  "Saridon". www.mims.com. مؤرشف من الأصل في 2012-04-26.
5. ↑  Derry CJ، Derry S، Moore RA (ديسمبر 2014). "Caffeine as an analgesic adjuvant for acute pain in adults". The Cochrane Database of Systematic Reviews ع. 12: CD009281. DOI:10.1002/14651858.CD009281.pub3. PMC:6485702. PMID:25502052.
6. ↑  Consolidated List of Products whose Consumption and/or Sale have been Banned, Withdrawn, Severely Restricted or not Approved by Governments, Twelfth Issue (PDF). New York: Department of Economic and Social Affairs of the United Nations Secretariat. 2005. ص. 232. مؤرشف من الأصل (PDF) في 2021-04-21.
7. ↑  "Interaction check". Mediq.ch. مؤرشف من الأصل في 2021-03-09. اطلع عليه بتاريخ 2017-02-16.
8. ↑  "Consolidated List of Products Whose Consumption And/Or Sale Have Been Banned Withdrawn Severely Restricted Or Not Approved By Governments Twelfth Issue" (PDF). Department of Economic and Social Affairs of the United Nations Secretariat. New York. 2005. ص. 232. مؤرشف من الأصل (PDF) في 2021-04-21. اطلع عليه بتاريخ 2012-10-28.
9. 1 2 3  Multi-Country Survey On Banned And Restricted Pharmaceuticals, Health Action International Asia Pacific August 2008, page 7, Retrieved on 28 October 2012
10. ↑  "Saridon tvc". YouTube. 6 يوليو 2011. مؤرشف من الأصل في 2017-02-17. اطلع عليه بتاريخ 2012-07-24.
11. ↑  "Govt bans Saridon, 327 other combination drugs - Times of India". The Times of India (بالإنجليزية). Archived from the original on 2020-11-09. Retrieved 2018-09-13.
12. ↑  Sinha B. "Supreme Court lifts ban on sale of painkiller Saridon". Hindustan Times. New Delhi. مؤرشف من الأصل في 2020-11-09.
13. ↑  Singapore HSA checked on 07/09/2016.
14. ↑  Singapore DIMS Annual 1990 page 669.